# Ukupni trošak
Ukupni trošak (TC) predstavlja ukupne izdatke za proizvodnju određene količine proizvoda. Ukupni troškovi su najniži ukupni novčani izdaci potrebni da se proizvede određena količina proizvoda. Ukupni troškovi su jednaki zbroju fiksnih (FC) i varijabilnih troškova (VC). {\displaystyle TC=FC+VC}

### Grafički prikaz
Ukupni troškovi se grafički prikazuju krivuljom ukupnih troškova koja ima oblik položenog slova “S” polazeći od razine fiksnih troškova.